# Коледж святого Петра (Оксфорд)
Коледж Святого Петра (лат. Collegium Sancti Petri; англ. St peter's College; повна назва — англ.  St peter's College in the University of Oxford of Queen elizabeth's Foundation) — один з коледжів Оксфордського університету. Заснований у 1929 році. Знаходиться в історичному центрі міста.

## Історія
Заснований у 1928 році для талановитих юнаків, чиї фінансові можливості не дозволяли вступити до інших коледжів Оксфордського університету, єпископом Френсісом Шавассом і його сином Крістофером, на честь сина і молодшого брата-близнюка — капітана Британського медичного корпусу Ноеля Шавасса, єдиного двічі кавалера Хреста Вікторії (за участь у Першій Світовій війні).
Кольори коледжу — зелений і золотий.
Герб: Per pale vert and argent, to the dexter two keys in saltire or surmounted by a triple towered castle argent masoned sable and on the sinister a cross gules surmounted by a mitre or between four martlets sable, the whole within a bordure or.

## Відомі випускники
Кінорежисер Кен Лоуч, глава Банку Англії Марк Карні, колишній командувач Британської Армією генерал сер Ніколас Гоутон, колишній Перший лорд Адміралтейства і начальник Головного морського штабу Великої Британії адмірал сер Марк Стенхоуп, колишній виконавчий директор Футбольної асоціації Великої Британії Девід Девіс, журналістка — заст. головного редактора журналу «The New Statesman» Гелен Льюїс, актор Г'ю Денсі, наслідний принц Королівства Бутан, перша жінка-єпископ Англіканської церкви Ліббі Лейн.